# シネマ・エクスプレス賞
シネマ・エクスプレス賞（Cinema Express Awards）は、インドの映画賞。『ニュー・インディアン・エクスプレス』が主催し、南インド映画（タミル語映画、テルグ語映画、マラヤーラム語映画、カンナダ語映画）を受賞対象としている。1981年に創設され、1987年以降は複数の賞が創設された。

## 映画賞

### タミル語映画
- 作品賞（英語版）
- 監督賞（英語版）
- 主演男優賞
- 主演女優賞（英語版）

### テルグ語映画
- 作品賞
- 監督賞
- 主演男優賞
- 主演女優賞

### マラヤーラム語映画
- 作品賞
- 監督賞
- 主演男優賞
- 主演女優賞

### カンナダ語映画
- 作品賞
- 監督賞
- 主演男優賞
- 主演女優賞

## 授賞式
- 第7回シネマ・エクスプレス賞（英語版）
- 第8回シネマ・エクスプレス賞（英語版）
- 第9回シネマ・エクスプレス賞（英語版）
- 第10回シネマ・エクスプレス賞（英語版）
- 第12回シネマ・エクスプレス賞（英語版）
- 第13回シネマ・エクスプレス賞（英語版）
- 第14回シネマ・エクスプレス賞（英語版）